# بقلة (جنس)
البَقْلَة أو الرِّجْلَة أو الفرفخ (باللاتينية: Portulaca) جنس نباتي يتبع الفصيلة الرجلية ويضم 109 أنواع مقبولة و141 نوعًا لم يحسم أمرها بعد.

## من أنواعهاالواطنةفيالوطن العربي
- البقلة ثلاثية الحدبات (باللاتينية: Portulaca trituberculata) في بلاد الشام ومصر والمغرب العربي وحوض المتوسط
- البقلة الحمقاء (باللاتينية: Portulaca oleracea) في بلاد الشام والمغرب العربي
- البقلة الزعفرانية (باللاتينية: Portulaca zaffranii) في بلاد الشام والمغرب العربي وتركيا واليونان وإيطاليا
- البقلة القبرصية (باللاتينية: Portulaca cypria) في بلاد الشام ومصر والمغرب العربي وقبرص وصقلية وكورسيكا